# Austrelatus epicharis
Austrelatus epicharis (лат.) — вид жуков-плавунцов рода Austrelatus из подсемейства Copelatinae (Dytiscidae). Новая Гвинея. Название вида — греческое прилагательное, означающее «красивый, изящный», и относится к полосатости и красивому желтовато-красному спинному узору вида.

## Распространение
Встречается на острове Новая Гвинея (вид широко распространён в индонезийской части Новой Гвинеи, включая малые острова; известен также из провинций Папуа-Новой Гвинеи).

## Описание
Мелкие жуки-плавунцы, длина около 6 мм (5,1—6,35) мм. Представителей можно отличить от близких видов по следующей комбинации признаков: надкрылья пёстрые, с отчётливой желтовато-красной базальной полосой и апикальным пятном. Гениталии самца: срединная доля тонкая, левая дорсальная доля с более тонкой вершиной и более прямым апикальным краем, поэтому вентральные доли менее заметны при виде слева сбоку; надкрылья с 11+1 бороздками.